# Willi Kauhsen Racing Team
La Willi Kauhsen Racing Team (WKRT)  fu una scuderia automobilistica tedesca, nata nel 1971, che corse fino al 1979. Fondata da Willi Kauhsen partecipò a varie categorie, tra cui l'Interserie e la Formula 2, fino a quando,  nel 1979, si iscrisse al mondiale di Formula 1. Tentò la qualificazione a due Gran Premi, fallendo però sempre.

## Storia

### Inizi
Willibald Kauhsen, detto Willi, pilota tedesco che aveva guidato vetture sport Porsche e Alfa Romeo, fondò il team nell'autunno del 1971, acquistando una Porsche 917/10, impiegata precedentemente da Jo Siffert nella Can-Am. Nel 1972 partecipò all'Interserie.
Passò alla F2, ove, nel Campionato europeo di Formula 2 1976, impiegò delle vetture March, con al volante il pilota brasiliano Ingo Hoffmann e il tedesco Klaus Ludwig. Per il 1977, acquistò invece le monoposto Elf-Renault 2J che avevano vinto il titolo l'anno precedente. Le vetture, guidate da Michel Leclère e ancora Klaus Ludwig, furono ribattezzate Kauhsen-Renault e ottennero inizialmente dei buoni risultati, con Leclère che conquistò la pole nella gara inaugurale, disputata a Silverstone. Le modifiche apportate da Kauhsen ne peggiorarono la competitività, tanto che le vetture fallirono in taluni casi la qualificazione; ciò spinse Ludwig ad abbandonare, a metà stagione, il team. Il volante venne così affidato, per gli altri appuntamenti del campionato, a vari conduttori: José Dolhem, Vittorio Brambilla e Alain Prost. Brambilla ottenne il terzo posto in una batteria di una corsa a Misano, che fu anche l'ultimo buon risultato colto dalla scuderia nella categoria. Le gare successive videro un decimo posto ottenuto da Prost, a cui seguirono però mancate qualifiche e ritiri, che portarono il team ad abbandonare il campionato prima dell'ultima gara.
Nel 1977 iscrisse una vettura nella Formula 2000 giapponese, correndo l'ultima gara, lo JAF Suzuka Grand Prix, con Keke Rosberg alla guida. Il finlandese si ritirò. L'anno dopo le Kauhsen furono utilizzate dalla scuderia del pilota tedesco Nico Nicole. Nella prima gara Gianfranco Brancatelli giunse quinto. Nel 1979 furono utilizzate ancora da Masao Segawa, senza risultati di rilievo.

### Sport Prototipi
La Scuderia WKRT, ottenne nelle competizioni Sport Prototipi una clamorosa affermazione, grazie all' Alfa Romeo 33 TT12 preparata dall'Autodelta, che nel 1975 affido' al team tedesco la gestione della propria vettura nelle corse. La 33 TT12 vinse a mani basse il Campionato Mondiale Marche di quell'anno, vincendo 7 gare su 8 e conquistando per il prestigioso marchio milanese, l'ultima Targa Florio. 

### Formula 1
La scuderia avrebbe dovuto fare il suo esordio nel corso del mondiale 1978, utilizzando un telaio fornito dalla giapponese Kojima, costruttore che aveva partecipato a due edizioni del Gran Premio del Giappone. La partecipazione, che sarebbe dovuta iniziare dal GP del Belgio, non si concretizzò per una diatriba fra la scuderia tedesca e lo sponsor Toshiba.
Per la stagione 1979 Kauhsen incaricò Klaus Kapitza, designer della Ford, di realizzare una monoposto, la WK01 (la numerazione non era riferita al modello di vettura ma al numero di telaio, come usavano all'epoca alcuni team). Per la progettazione della vettura Kapitza si ispirò alla monoposto migliore dell'epoca, la Lotus 79. La macchina tuttavia era molto originale: esasperava il concetto delle wing-car dell'epoca, era priva dell'alettone anteriore e presentava un alettone posteriore molto ridotto ed in posizione avanzata. La vettura era spinta dal motore Ford Cosworth DFV e utilizzava un cambio Hewland.
Il primo pilota a provarla fu l'italiano Gianfranco Brancatelli, pilota torinese all'esordio nel mondiale con una certa esperienza in Formula 2, nel novembre 1978. La macchina denunciò subito gravi problemi aerodinamici. Fu quindi testata da Harald Ertl, che la danneggiò irreparabilmente. Alla ricerca di fondi, per la stagione 1979 fu ingaggiato il belga Patrick Nève, ex-pilota della Williams e forte di importanti sponsorizzazioni.
Furono realizzate due altre vetture, la WK02 e la WK03 con le quali Nève prese parte, a dicembre, a test collettivi sul Circuito Paul Ricard, durante i quali la macchina segnò tempi di ben cinque secondi peggiori rispetto al miglior tempo, e ciò convinse gli sponsor di Nève ad abbandonare la scuderia tedesca. Lo stesso Nève rinunciò.
Si procedette quindi a ridisegnare la vettura in modo più convenzionale, con l'ala anteriore, un radiatore dell'olio nel muso e l'alettone posteriore posizionato dietro le ruote posteriori. Fu progettata la WK004. Il nuovo telaio disputò solo pochi giri a Zolder, durante una corsa della serie Aurora Afx, ancora con Brancatelli alla guida, fermandosi per problemi al motore.
L'esordio nel mondiale di F1 avvenne nel Gran Premio di Spagna, dove venne portata anche un'ulteriore vettura, la WK005. La quinta vettura si differenziava per una monoscocca e un passo più lungo per permettere una disposizione degli accessori più ottimale nelle fiancate laterali.
La scuderia era stata esclusa inizialmente per non aver saldato la tassa d'iscrizione al campionato, che era di 30.000 dollari, per tutte le scuderie che non avevano marcato punti nel mondiale precedente. L'importo veniva comunque restituito al termine della stagione. Una volta saldata la tassa d'iscrizione, e la multa, la scuderia tedesca venne ammessa a partecipare al mondiale, anche se senza la possibilità di marcare punti validi per la classifica piloti e la Coppa Costruttori. La vettura fu affidata sempre a Gianfranco Brancatelli.. Brancatelli ottenne il ventisettesimo, e ultimo tempo, quasi tre secondi più lento di Arturo Merzario, penultimo, e quasi nove più del poleman Jacques Laffite.
Nel successivo GP del Belgio Brancatelli, con la WK005, fu ancora ultimo, staccato di più di 13 secondi dal poleman, ancora Laffite.
Deluso dai risultati, Kauhsen abbandonò l'idea di un proprio team di Formula 1 e vendette le due vetture (di cui una sola completa) ad Arturo Merzario, che dal Gran Prix di Gran Bretagna, schiererà la Wk005, con alcune modifiche, come Merzario A4. Nel frattempo, il suo pilota, Gianfranco Brancatelli, sostituì per una gara proprio l'infortunato Arturo Merzario per il GP di Monaco.

## Risultati in Formula 1
| Anno | Vettura | Motore            | Gomme | Piloti      |  |  |  |  |    |    |  |  |  |  |  |  |  |  |  |  |  |  |  |  |  |  |  |  | Punti | Pos. |
| ---- | ------- | ----------------- | ----- | ----------- |  |  |  |  | -- | -- |  |  |  |  |  |  |  |  |  |  |  |  |  |  |  |  |  |  | ----- | ---- |
| 1979 | WK1     | Ford Cosworth DFV | G     | Brancatelli |  |  |  |  | NQ | NQ |  |  |  |  |  |  |  |  |  |  |  |  |  |  |  |  |  |  | 0     | -    |

| Legenda | 1º posto     | 2º posto | 3º posto    | A punti         | Senza punti/Non class.  | Grassetto – Pole position Corsivo – Giro più veloce |
| Legenda | Squalificato | Ritirato | Non partito | Non qualificato | Solo prove/Terzo pilota | Grassetto – Pole position Corsivo – Giro più veloce |